# Love Again (film, 2019)
Pour les articles homonymes, voir Love Again.
Pour plus de détails, voir Fiche technique et Distribution.
Love Again (Endings, Beginnings) est un film dramatique américano-coréen réalisé par Drake Doremus, sorti en 2019.
Il est présenté en avant-première au festival international du film de Toronto 2019.

## Synopsis
Sous le choc d'une récente rupture, Daphne (Shailene Woodley) se retrouve à la dérive dans la vie. Vivant dans la maison d'hôtes de sa sœur, elle assiste régulièrement à des conflits entre sa sœur et son beau-frère, ce qui ne fait qu'exacerber le désespoir grandissant de Daphne, autrefois idéaliste, concernant l'amour à long terme.
Puis, lors d'une soirée organisée par sa sœur, Daphne rencontre Frank (Sebastian Stan) et Jack (Jamie Dornan). Les deux sont énormément attirés par elle, quoique de manières très différentes : l'un est le bad boy libre d'esprit, imprévisible et toujours prêt pour l'aventure ; l'autre est sobre, intelligent, sensible et investi dans sa carrière universitaire. Incapable de choisir entre ces opposés presque polaires, Daphne se retrouve plutôt à rebondir entre eux, appréciant les manières distinctes dont chaque homme la voit - c'est comme si elle auditionnait différentes versions d'elle-même et la vie qu'elle pourrait avoir. Mais le destin a une façon de prendre des décisions pour nous, et le moment vient bientôt où Daphne est forcée d'accepter que tout avoir est juste un déguisement pour ne rien avoir.

## Fiche technique
Sauf indication contraire, les informations mentionnées dans cette section peuvent être confirmées par la base de données cinématographiques IMDb,  présente dans la section « Liens externes ».
- Titre : Love Again
- Titre original : Endings, Beginnings
- Réalisation : Drake Doremus
- Scénario : Drake Doremus et Jardine Libaire
- Décors : Lizzie Boyle
- Costumes : Christie Wittenborn
- Montage : Garret Price
- Photographie : Marianne Bakke
- Production : Francis Chung, Drake Doremus, Robert George et Jeong Tae-sung
  - Production exécutive : Jerry Ko, Fred Lee et Jihyun Ok
- Sociétés de production : CJ Entertainment et Protagonist Pictures
- Pays : États-Unis, Corée du Sud
- Langue originale : anglais
- Format : couleur
- Genre : drame
- Dates de sortie :
  -  Canada : 8 septembre 2019 (festival international du film de Toronto)
  -  États-Unis : 1er mai 2020
  -  France : 7 février 2022 (Prime Vidéo)

## Distribution
- Shailene Woodley (VF : Jessica Monceau) : Daphne
- Sebastian Stan (VF : Axel Kiener) : Frank
- Jamie Dornan (VF : Valentin Merlet) : Jack
- Matthew Gray Gubler (VF : Taric Mehani) : Adrian, l'ex de Daphne
- Lindsay Sloane (VF : Olivia Luccioni) : Billie, la sœur de Daphne
- Shamier Anderson : Jonathan
- Kyra Sedgwick (VF : Déborah Perret) : Ingrid
- Janice LeAnn Brown (VF : Dorothée Pousséo) : Abigail
- Diane Kelber (VF : Véronique Augereau) : Gretchen
- Noureen DeWulf : Noureen
- Wendie Malick : Sue, la mère de Daphne et Billie
- Kelly Albanese : Lila
- Sherry Cola : Chris
- Presciliana Esparolini : Dr Parino
- Ben Esler : Jed
- Kai Lennox : Fred

 Source et légende : version française (VF) sur RS Doublage